# Râul Năvrap
Râul Năvrap este un curs de apă, afluent al râului Bratia. 